# Frank Burbach
Frank Burbach (* 2. März 1945 in Bad Hall) ist ein ehemaliger deutscher Diplomat und war zuletzt Generalkonsul der Bundesrepublik Deutschland in Hongkong.
Nach dem Studium der Rechtswissenschaften an den Universitäten in München und Freiburg war er von 1972 bis 1977 als Rechtsanwalt in München tätig.
Nach dem Eintritt in den Auswärtigen Dienst 1977 folgten Verwendungen an der Botschaft Tokio, Japan (Wirtschaftsabteilung und Politische Abteilung), am Generalkonsulat Mailand, Italien, (Referent für Presse und Kultur) sowie an der Botschaft Prag in der damaligen Tschechoslowakei (Leiter des Rechts- und Konsularreferats).
Von 1988 bis 1991 war Burbach Ausbildungsleiter für den Gehobenen Dienst in der Ausbildungsstätte des Auswärtigen Amts in Bonn und anschließend bis 1994 Stellvertretender Leiter des Referats für Südasien im Auswärtigen Amt.
Von 1994 bis 1996 war er Austauschbeamter im britischen Foreign Office, London.
Daraufhin war er 1996 bis 2001 Leiter des Kulturreferats der Botschaft London, Vereinigtes Königreich. Anschließend wurde Burbach zunächst Berater für Multilaterale Kulturarbeit im Auswärtigen Amt in Berlin, bevor er von 2002 bis August 2005 Leiter des Referates für Ostasien wurde.
Seinen letzten Posten hatte er ab 2005 als Generalkonsul in Hongkong, von wo aus er im August 2010 in den Ruhestand trat.